# Bommiers
Bommiers är en kommun i departementet Indre i regionen Centre-Val de Loire i de centrala delarna av Frankrike. Kommunen ligger i kantonen Issoudun-Sud som tillhör arrondissementet Issoudun. År 2022 hade Bommiers 320 invånare.

## Befolkningsutveckling
Antalet invånare i kommunen Bommiers
Referens:INSEE